# Alchemilla exsculpta
Alchemilla exsculpta é uma espécie de rosácea do gênero Alchemilla, pertencente à família Rosaceae.